# そろそろ、かりゆし
「そろそろ、かりゆし」は日本のバンド・かりゆし58が2007年10月23日に発売した初のアルバム。

## 概要
前作から約1年ぶりのリリース。前作はミニアルバムであるため、本作がバンド初のフルアルバム。
配信限定リリースだった「愛と呼ぶ」、「電照菊」が収録されており、「電照菊」はドン・キホーテ各店舗店内でメンバーのコメントと共に流れていた。
また、発売を記念し、発売日にタワーレコード新宿店にて入場料無料のライヴが行われた。その際ライヴの電球には収録曲タイトルでもある「電照菊」を使用した。ちなみに使用した電照菊は中村の実家から送られてきたもので約100本使用した。

## 収録曲
1. 電照菊
日本テレビ「音楽戦士 MUSIC FIGHTER」2007年10月度オープニングテーマ
2. 手と手
TBS「COUNT DOWN TV」2007年4月度オープニングテーマ
3. 恋唄
4. 愛と呼ぶ
5. はじまりの前
6. バイバイバイ
7. 少年
8. ヒート君
9. きっと今夜だろう
10. オリオンビーチ
11. マゼラン海峡
12. 南に舵をとれ
13. Bounus. アンマー（アコースティックVer.）

- 全作詞・作曲：前川慎吾